# Seti (zone)
Pour les articles homonymes, voir SETI (homonymie).
La zone de Seti (en népalais : सेती जिल्ला) est l'une des quatorze anciennes zones du Népal qui ont été supprimées lors de la réorganisation administrative de 2015. Elle était rattachée à la région de développement Extrême-Ouest.
Elle était subdivisée en cinq districts :
- Achham ;
- Bajhang ;
- Bajura ;
- Doti ;
- Kailali.